# Silnice D3
Silnice D3 (chorvatsky Državna cesta D3) je silnice v Chorvatsku. Je dlouhá 218,4 km. Slouží především k mimodálničnímu spojení mezi Čakovcem a Rijekou. Svou délkou je čtvrtou nejdelší silnicí v Chorvatsku.

## Průběh
Silnice začíná na maďarském hraničním přechodu Letenye-Goričan a navazuje na maďarskou silnici 7. Na malý úsek se slučuje s dálnicí A4 a poté se odlučuje na jihozápad do vesnice Hodošan. Přes opčinu Mala Subotica pokračuje do Čakovce, a přes vesnice Nedelišće, Pušćine a Gornji Kuršanec do Varaždinu. Tam se na krátký úsek slučuje se silnicí D2 a tvoří úsek D2; D3. Dále jde na jih do města Novi Marof a u vesnice Paka začne kopírovat průběh dálnice A4. Poté prochází přes město Sveti Ivan Zelina a pokračuje na jihozápad do Záhřebu. U vesnice Popovec (součást města Sesvete) jako samostatná silnice zaniká a opět se slučuje s dálnicí A4.
Silnice se opět odpojuje u vesnice Lučko na dálniční křižovatce Zagreb-Lučko, pokračuje však sloučená se silnicí D1 jako silnice D1; D3 na jihovýchod. Prochází přes vesnice Gornji Stupnik, Rakov Potok a Petkov Breg do opčiny Klinča Sela, následně přes vesnice Goli Vrh a Donji Desinec do města Jastrebarsko. Dále pokračuje přes opčinu Draganić do města Karlovac, kde se na krátký úsek stává rychlostní silnicí. Od této silnice, nadále pokračující jako D1; D6, se však odpojuje a pokračuje na jihozápad, kde mine město Duga Resa. Dále pokračuje kolem slovinských hranic na západ a prochází např. vesnicí Vukova Gorica a míjí město Vrbovsko. Dále pokračuje přes opčinu Skrad do města Delnice, a pokračuje stále na západ. Přes opčinu Čavle pak pokračuje do Rijeky, kde se v centru napojuje na silnici D8.